# محمد بن ابراهيم الكرباسي

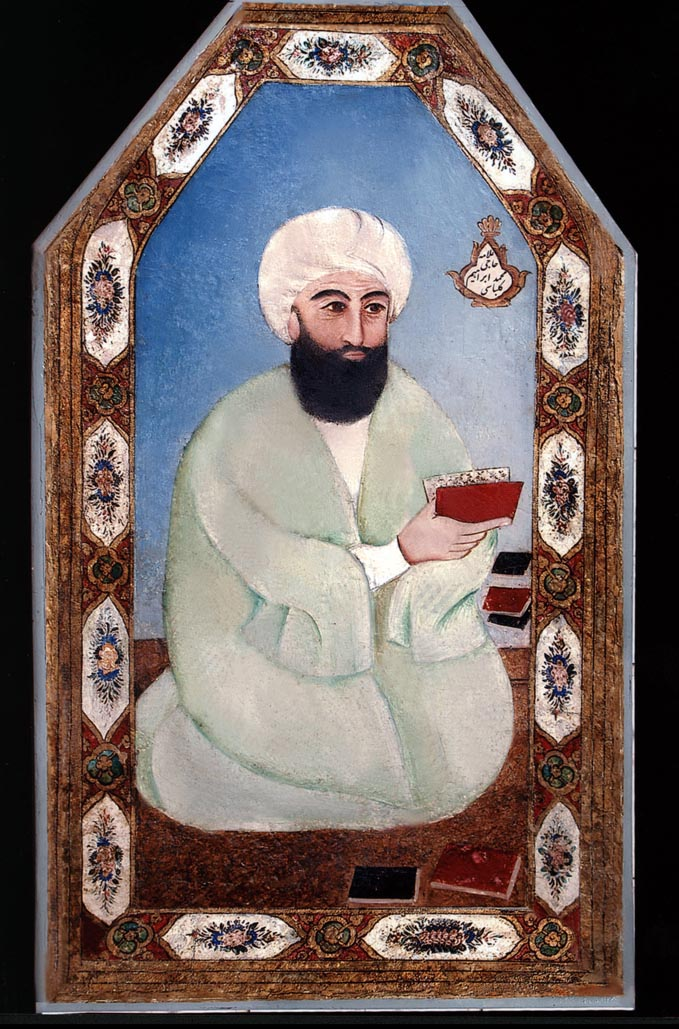
محمد إبراهيم الكلباسي

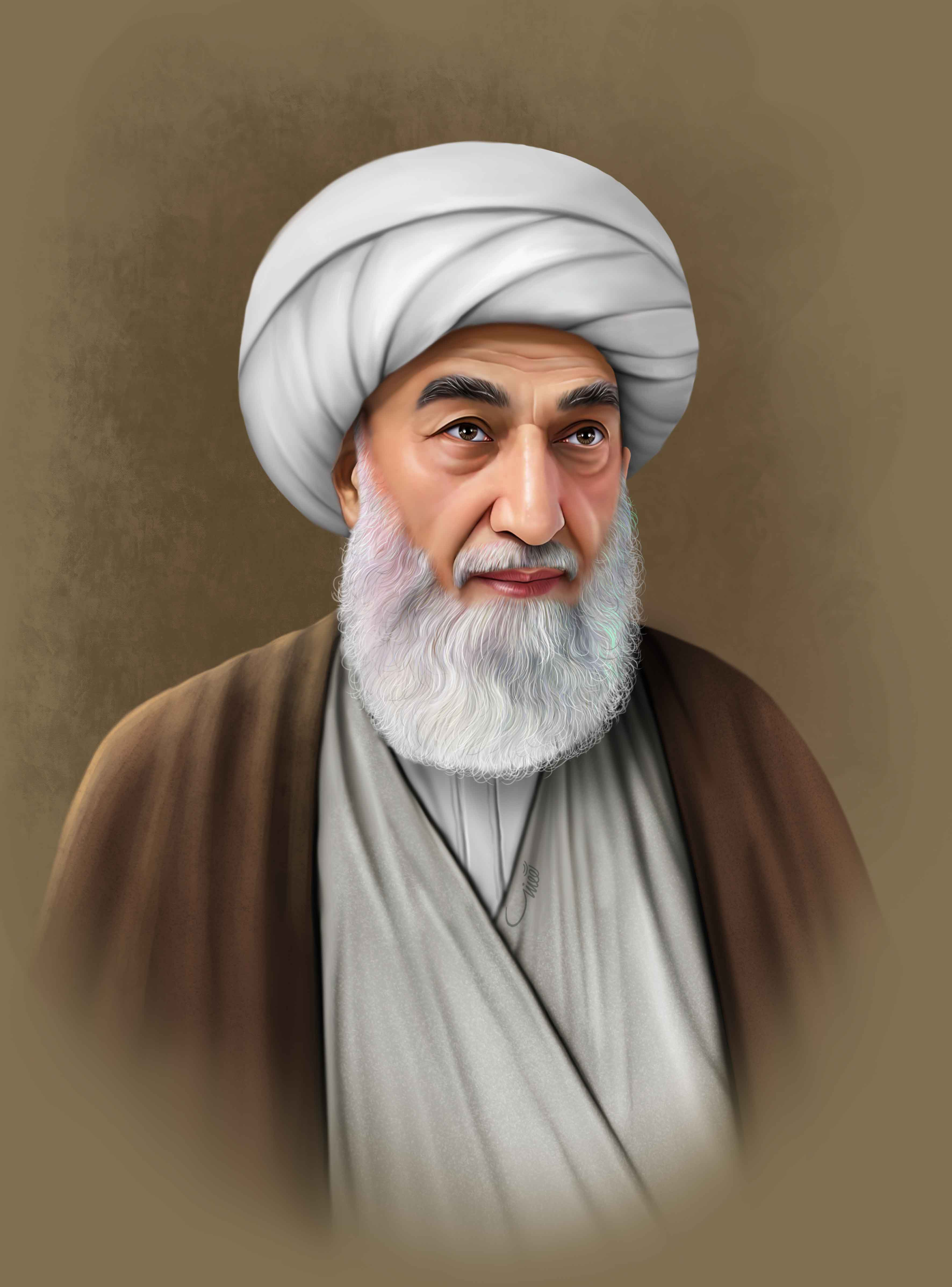
محمد إبراهيم الكلباسي من تأليف عباس جودارزي

آية الله العظمى الشيخ محمد إبراهيم محمد حسن الأصفهاني الكرباسي (الكلبيسي) (نسبة إلى حوض كرباس بهراة) (1180 هـ - 1260 هـ = 1766 - 1844) المعروف بصاحب الإشارات من مواليد ووفيات أصفهان، كان فقيهًا شيعيًا، ومجتهدًا، وأصوليًا، ومفسرًا للقرآن، وعالم دين، وعالمًا في علم الرجال ومرجع، ويعتبر مُحيي الحوزة العلمية في أصفهان في القرن التاسع عشر.

## الحياة المبكرة والتعليم
وُلد الكرباسي في 24 أيلول 1766 في أصفهان بإيران لوالده الشيخ محمد حسن الكرباسي. تدعي عائلة الكرباسي أنها تنحدر من مالك الأشتر، الصحابي النبيل للإمام علي. تُوفي والده عندما كان عمره عشر سنوات.
توفي والده عندما كان في العاشرة من عمره، فذهب للدراسة على يد آغا محمد بيدابادي. ثم سافر إلى عدد من المدن لطلب العلم، ومنها: كربلاء، والنجف، والكاظمية، وقم، وكاشان. وتتلمذ في هذه المدن المختلفة على يد كبار مثل الشيخ محمد باقر البهبهاني، والسيد محمد مهدي بحر العلوم، والشيخ جعفر كاشف الغطاء، والشيخ محمد مهدي النراقي.
وقد برع الكرباسي في دراسته، واستطاع أن يربط بشكل استثنائي بين التصوف الإسلامي الذي درسه على يد أستاذه بن آبادي، والأصولية التي أسسها أستاذه البهبهاني.
ومن أشهر أساتذته في أصفهان:
1. ملا علي نوري مازندراني
2. ميرزا محمد علي ميرزا مظفر [10]
3. مير محمد حسين خاتونابادي
4. الشيخ محمد علي هرندي
5. الشيخ محمد بن الشيخ زين الدين

## المسيرة الدينية
وأصبح الكرباسي خبيرًا في العديد من مجالات العلوم الإسلامية. قام بتدريس الفقه وأصوله في جامع الحاكم بأصفهان، وتخرج في هذا المجال العديد من الطلاب منهم:
1. الشيخ هادي السبزواري
2. ميرزا شيرازي
3. محمد بن سليمان التنكابوني
4. السيد حسن مدرس الأصفهاني [11]
5. الشيخ مهدي قمشهعي [12][13]
6. سيد محمد الشهشاني [14]
7. الشيخ حمزة قايني [15]
8. السيد محمد حسن مجتهد الاصفهاني [16]

## الأعمال
كان آية الله محمد إبراهيم الكلباسي، إلى جانب جهوده التعليمية والتدريبية والدعائية، منخرطًا في الكتابة والبحث وغيرها، وله أعمال في مجال الفقه وأصول الفقه الإسلامي بالعربية والفارسية من التعاليم الإسلامية، والتي تشمل:
1. إشارات الأصول
2. النخبة
3. منهاج الهداية إلى أحكام الشريعة وفروع الفقه
4. السؤال و الجواب في الفقه والأحكام
5. شوارع الهداية في شرح الكفاية المقتصد
6. تقليد الميت
7. الإيقاظات
8. رسالة في الصحيح والعام؛ في علم أصول الفقه
9. نقد الأصول
10. مناسك الحج
11. رسالة في مبطلات الشيشة أو التبغ

بإلحاح الشعب وإصرار الفقهاء وأصحاب السلطة في ذلك الوقت، مثل ميرزا القمي، نشر رسالة "النخبة" وهو أول مجموعة فتاوى أو توضيحات مسائل (رسالة فقهية عملية) باللغة الفارسية.

## الإجراءات الاجتماعية
كان من معارضي الطرق الصوفية في أصفهان. ويقال أيضًا إنه حذر فتح علي شاه قاجار وبعض حكام ذلك العصر من إهمال الجماهير ومراقبة أسعار السلع.

## الوفاة
تُوفي الكرباسي ليلة الخميس 15 أيار 1845م عن عمر يناهز 78 عامًا، وحسب وصيته دفن في مكان أمام جامع الحاكم في مقابر العائلة.

## طالع أيضًا
- ميرزا قمي
- سيد محمد حجة كوه كماري
- السيد إبراهيم إستهبناتي
- آغا حسين الخنساري
- محمد جعفر السبزواري
- المحقق السبزواري

## روابط خارجية
- قبر محمد ابراهيم كلباسي
- كلباسي، محمد ابراهيم – بريل
- بورتريه: كلباسي محمد إبراهيم - العلماء والمراجاي